# Marek Trochim
Marek Jerzy Trochim (ur. 31 sierpnia 1954 w Warszawie, zm. 20 lipca 2023) – polski technik mechanik i polityk, poseł na Sejm PRL IX kadencji.

## Życiorys
W 1974 ukończył Technikum Elektroniczno-Mechaniczne im. PPR w Warszawie i został elektronikiem w FSO. Działał w Związku Młodzieży Socjalistycznej i w Związku Socjalistycznej Młodzieży Polskiej (był m.in. przewodniczącym Zarządu Warszawskiego). W 1977 wstąpił do Polskiej Zjednoczonej Partii Robotniczej, gdzie zasiadał w Komitecie Dzielnicowym Praga-Północ. Został przewodniczącym Rady Nadzorczej MSM Tarchomin. Ukończył szkołę partyjną i Studium Nauk Społecznych przy Komitecie Wojewódzkim PZPR. Otrzymał Medal 40-lecia Polski Ludowej. W latach 1985–1989 pełnił mandat posła na Sejm PRL IX kadencji z okręgu Warszawa Praga-Północ, zasiadając w Komisji Budownictwa, Gospodarki Przestrzennej, Komunalnej i Mieszkaniowej oraz w Komisji Nadzwyczajnej do rozpatrzenia projektu Ordynacji Wyborczej do Sejmu oraz Ordynacji Wyborczej do Senatu. Bez powodzenia ubiegał się o reelekcję.
30 lipca 2003 został członkiem zarządu Fundacji Mierki, a w 2005 przewodniczącym rady naczelnej Stowarzyszenia Przyjaciół „Smolna”.
Pochowany na Cmentarzu Północnym w Warszawie.